# Zlín Z–50
A Zlín Z–50 a csehszlovák, majd később cseh Moravan Otrokovice (napjainkban Moravan Aviation s.r.o.) repülőgépgyár műrepülőgépe, melyet 1975–1994 között gyártottak.

## Története
A Moravan Otrokovice vállalatnál 1973-ban döntöttek egy új egyszemélyes műrepülőgép kifejlesztéséről.

## Külső hivatkozások
- A gyártó Moravan Aviation s.r.o. honlapja (csehül és angolul)